# Ângelo Ademir Mezzari
Ângelo Ademir Mezzari RCJ (ur. 2 kwietnia 1957 w Forquilhinha) – brazylijski duchowny katolicki,w latach 2020–2024 biskup pomocniczy São Paulo, arcybiskup Vitórii od 2025.

## Życiorys

### Prezbiterat
Święcenia kapłańskie przyjął 22 grudnia 1984 w zakonie rogacjonistów. Był m.in. wychowawcą zakonnych studentów filozofii i teologii, dyrektorem instytutu duszpasterstwa powołań, a także radnym i przełożonym prowincji. W latach 2010–2016 był generałem zakonu, a w kolejnych latach pracował jako proboszcz zakonnej parafii w Bauru.

### Episkopat
8 lipca 2020 papież Franciszek mianował go biskupem pomocniczym archidiecezji São Paulo oraz biskupem tytularnym Fiorentino. Sakry biskupiej udzielił mu 19 września 2020 kard. Odilo Scherer. 
30 grudnia 2024 papież Franciszek mianował go arcybiskupem metropolitą Vitórii. Urząd ten objął 22 lutego 2025. Paliusz otrzymał z rąk papieża Leona XIV w dniu 29 czerwca 2025.